# Silverstreet
Silverstreet é uma cidade  localizada no estado norte-americano de Carolina do Sul, no Condado de Newberry.

## Demografia
Segundo o censo norte-americano de 2000, a sua população era de 216 habitantes.
Em 2006, foi estimada uma população de 225, um aumento de 9 (4.2%).

## Geografia
De acordo com o United States Census Bureau tem uma área de
9,1 km², dos quais 9,1 km² cobertos por terra e 0,0 km² cobertos por água. Silverstreet localiza-se a aproximadamente 157 m acima do nível do mar.

## Localidades na vizinhança
O diagrama seguinte representa as localidades num raio de 28 km ao redor de Silverstreet.